# Ortalide babillarde
Ortalis garrula
Espèce
Statut de conservation UICN

 LC  : Préoccupation mineure
L’Ortalide babillarde (Ortalis garrula) est une espèce d'oiseaux de la famille des Cracidae.

## Distribution
Cet oiseau vit dans le nord de la Colombie.